# Abreiro
Abreiro ist eine Kleinstadt (Vila) und Gemeinde im Norden Portugals.

## Geschichte
Funde in der Region lassen auf eine vorgeschichtliche Besiedlung schließen. Die Römer bauten in der Gegend Erze ab.
Der heutige Ort entstand vermutlich während der Besiedlungspolitik im Verlauf der mittelalterlichen Reconquista. Erste Stadtrechte erhielt Abreiro 1225 durch König D. Sancho II.
König D. Manuel bestätigte und erneuerte die Stadtrechte 1514.
Abreiro blieb Sitz eines eigenen Kreises bis zu den Verwaltungsreformen nach der Liberale Revolution 1821 und dem folgenden Miguelistenkrieg 1834. In der Folge wurde der Kreis Abreiro 1836 aufgelöst. Seither ist es eine Gemeinde des Kreises Mirandela.

## Sehenswürdigkeiten
Neben der Natur, die über Wanderwege des Kreises Mirandela erschlossen ist, sind einige Baudenkmäler in der Gemeinde Abreiro zu sehen:
- Pelourinho de Abreiro, 1514 als Zeichen der erneuerten Stadtrechte errichteter Schandpfahl[4]
- Igreja de Santo Estêvão, Gemeindekirche aus dem 17. Jh.[5]
- Escola Primária de Abreiro, 1917 errichtete und 1940 ausgebaute Grundschule[6]
- Cruzeiro de Abreiro, 1735 errichtetes Steinkreuz[7]
- Capela de São Pedro, Kapelle aus dem 18. Jh.[8]
- Capela de Santa Catarina, Wallfahrtskapelle aus dem 18. Jh.[9]

## Verwaltung
Abreiro ist Sitz einer gleichnamigen Gemeinde (Freguesia) im Kreis (Concelho) von Mirandela im Distrikt Bragança. In ihr leben 200 Einwohner auf einer Fläche von 24 km² (Stand 19. April 2021).
Zwei Ortschaften liegen im Gemeindegebiet:
- Abreiro
- Milhais